# Panne de courant de 2025 dans la péninsule Ibérique
La panne de courant de 2025 dans la péninsule Ibérique (ou panne de courant européenne de 2025) est une panne de courant électrique majeure survenue le 28 avril 2025 dans plusieurs pays et régions de cette région du Sud-Ouest de l'Europe : l'Espagne, le Portugal, l'Andorre et certaines régions du Sud-Ouest de la France. Plusieurs sources font également état de problèmes sur le réseau électrique européen, mais c'est surtout l'ensemble de la péninsule Ibérique qui est affectée : l'Espagne et le Portugal sont complètement paralysés. L'ensemble des activités, privées soudainement d'électricité, s'interrompent vers 12 h 30 HAEC. Des millions de personnes sont prises au dépourvu, notamment les voyageurs : les aéroports doivent fermer en urgence, le trafic ferroviaire s'interrompt brutalement, les lignes de métro des grandes villes doivent être évacuées dans la confusion et les feux de circulation routiers cessent de fonctionner. La coupure a duré 12 à 18 heures selon les régions.
Les causes de la panne sont liées à un phénomène de surtensions accentué par une réaction en chaîne avec des déconnexions de plusieurs sites de production d’électricité ayant à leur tour « provoqué de nouvelles déconnexions ». L'analyse des causes plus profondes de la panne montre également que la vitesse de déploiement du photovoltaïque en Espagne a surpassé les adaptations du réseau, créant des « défis de stabilité », et souligne que les coûts d'intégration des énergies renouvelables ont été sous-estimés.

## Contexte
Le 8 février 2025, les pays baltes sont intégrés au système CESA,,.
Depuis le 18 mars 2025, le marché intrajournalier est calculé par quart d'heure plutôt que par heure.
Mi-avril 2025, ENTSO-E, l'association européenne des gestionnaires nationaux de réseaux de transport d'électricité, prévoit des risques de surproduction solaire pour les mois d'avril et mai. Le principal défi serait un excès d'énergie notamment solaire, qui présente un risque éventuel de chute rapide de la production d'un champ solaire, en cas de changement météorologique, plus rapide que le redémarrage des moyens classiques de production électrique en remplacement.
Le Réseau synchrone d'Europe continentale peut être considéré comme la machine la plus étendue du monde selon Aagesen.
Sur les réseaux électriques, la fréquence du réseau — mesurée en hertz, c'est-à-dire le nombre de ses oscillations par seconde — est stable lorsque production et consommation électriques sont équilibrées. Cette fréquence est usuellement stabilisée à 50 Hz en Europe. Lorsque la consommation totale d'énergie s'écarte de la production totale d'énergie, la fréquence est modifiée. Certains moyens de production ne peuvent pas supporter des variations de fréquence trop fortes au risque de torsions mécaniques sur les turbines. Pour cette raison, certaines centrales de production se débranchent si la fréquence n'est pas suffisamment stable.
En 2016 et 2021, des oscillations se sont déjà produites ; ces oscillations surviennent plutôt en périphérie du réseau.

## Incidents

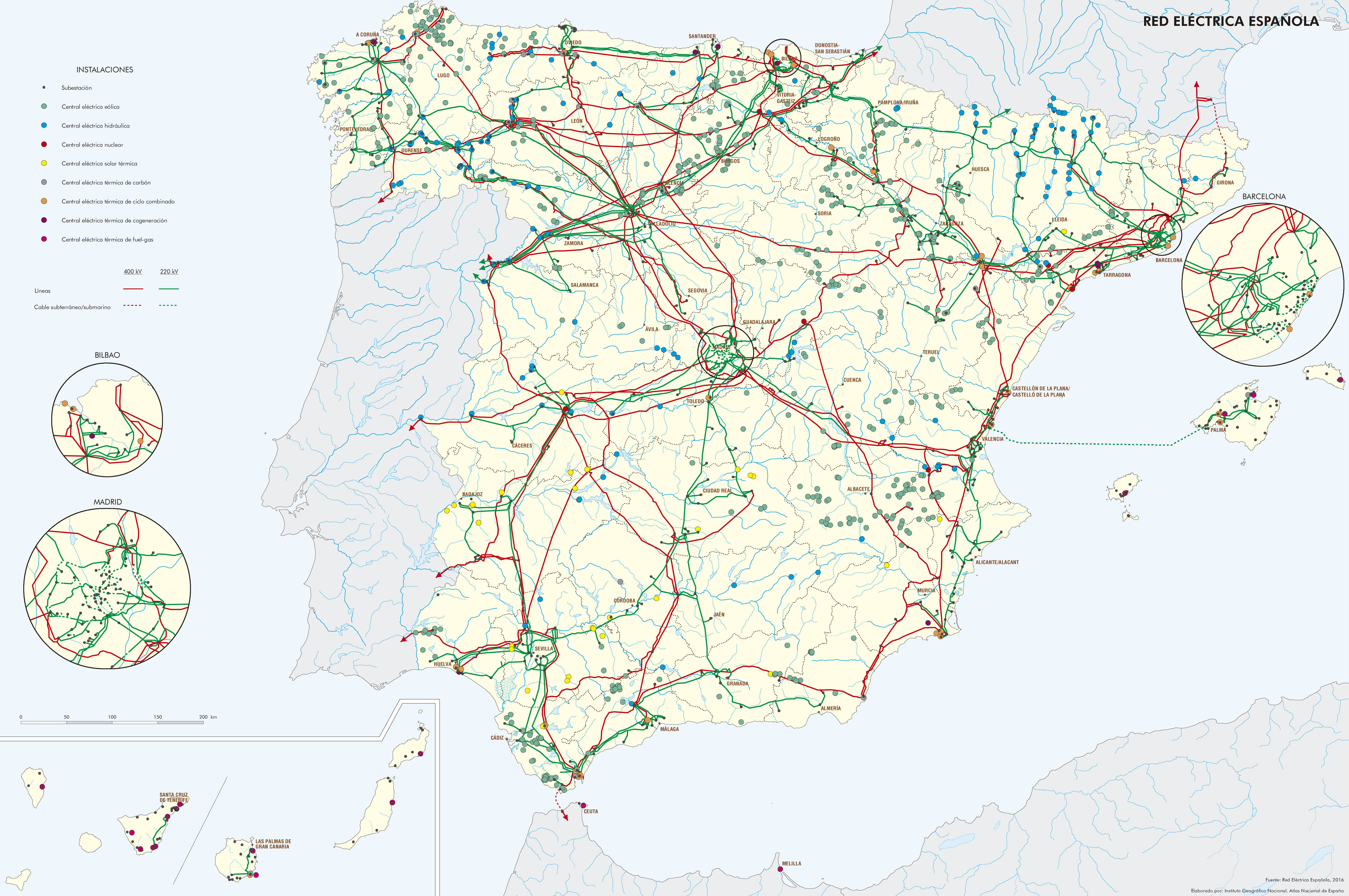
Carte des centrales, sous-stations et lignes de haute tension en Espagne, en 2016.

Pylônes haute-tension de Red Eléctrica.

Lundi 28 avril 2025, un incident de type blackout survient sur la péninsule Ibérique : à 12 h 33, deux incidents comparables à une perte de production surviennent en quelques secondes, conduisant à la déconnexion de 15 GW de production électrique. La péninsule Ibérique se déconnecte du réseau européen, à 12 h 38. L'Espagne, le Portugal, l'Andorre et certaines régions du Sud-Ouest de la France connaissent ainsi une panne de courant majeure ; Gibraltar, bien que faisant géographiquement partie de la péninsule Ibérique, n'est pas relié au réseau électrique européen et ne subit donc aucune coupure.
Avant le premier incident, une demande d'électricité de 27 GW est prévue en Espagne. À ce moment, la production d'énergie solaire représente 73 % de cette prévision. Dans un premier temps, le 2 mai, le gestionnaire espagnol, Red Eléctrica de España (REE), envisage que le premier incident ait pu se produire dans le Sud-Ouest de l'Espagne.
Des données publiques suggèrent un passage de 25 GW avant le début d'incident à 10 GW en situation de panne. Ce chiffre est contesté par REE, qui considère que la production électrique espagnole est réduite à néant en début de panne. Le nombre de 10 GW en situation de panne est dû à l'absence de mise à jour du site institutionnel de REE. Il correspond à une puissance produite par les énergies renouvelables avant la panne, comptée en forfait dans la courbe de charge nationale et non mis à jour à 0.
L'excès de production solaire, soit 3 GW, est utilisé pour pomper de l'eau des bassins fluviaux inférieurs vers les réservoirs supérieurs des centrales de pompage-turbinage. À ce moment-là, la majeure partie de la demande énergétique est couverte par des ressources renouvelables, pour plus de la moitié par de l'énergie solaire photovoltaïque : le prix de l'électricité sur le marché officiel est alors négatif (moins de 1 €/MWh),.
Le plus gros de la chute de puissance se produit en moins de cinq secondes,, quand trois centrales de production et la connexion avec la France sont découplées à 12 h 33. Une chute est marquée vers 12 h 33 sur le système automatique qui pilote la production électrique en Espagne[réf. nécessaire], et les données après l'évènement ne sont plus fiables, quand les systèmes de communication sont aussi hors-service,.

### Chronologie préliminaire
Trois évènements surviennent à Grenade, Badajoz et Séville, vingt secondes avant la panne généralisée. À ce moment, les protections automatiques des interconnexions isolent le système péninsulaire du reste de l'Europe. Six échelons de délestage de charge sont franchis sans qu'aucun n'arrive à retenir la chute d'électricité jusqu'au zéro national. Douze minutes après, l'interconnexion avec la France est réinitialisée.

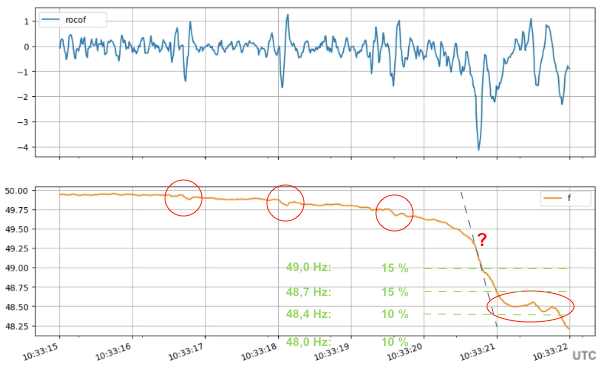
Baisse de fréquence du réseau de la péninsule ibérique, en orange, peu avant l'extinction (la panne), y compris le ROCOF, en bleu (pas ou moyenne de ~100 ms) ; les lignes vertes discontinues indiqueraient les seuils d'activation du délestage.
Trois évènements surviennent à Grenade, Badajoz et Séville, vingt secondes avant la panne généralisée. À ce moment, les protections automatiques des interconnexions isolent le système péninsulaire du reste de l'Europe. Six échelons de délestage de charge sont franchis sans qu'aucun n'arrive à retenir la chute d'électricité jusqu'au zéro national. Douze minutes après, l'interconnexion avec la France est réinitialisée.

Bien qu'à cette date la raison de cette panne ne soit pas encore connue publiquement, un groupe d'experts du Réseau européen des gestionnaires de réseau de transport d'électricité (ENTSO-E) a publié le 9 mai 2025, avec une horodatation, une chronologie d'ensemble des évènements conduisant à la panne dont la cause reste à déterminer. Dans un second temps, des recommandations seront présentées dans un rapport final.
L'horodatation en langue anglaise mentionne un horaire CET (littéralement heure d'Europe centrale) correspondant en pratique et selon les faits à l'heure d'été d'Europe centrale utilisée en Espagne et en France métropolitaine.

#### Effondrement
- 12:03–12:07 — Première période d'oscillations du réseau détectée et corrigée.
- 12:19–12:21 — Seconde période d'oscillations du réseau détectée, à nouveau corrigée. Depuis lors, le réseau semble stable, sans oscillation détectée.
- 12:32:57–12:33:23 — Séries de coupure de production dans le Sud de l'Espagne causant une perte de 2200 MW de capacité de production.
- 12:33:18–12:33:21 — La fréquence du réseau dans la péninsule ibérique chute jusqu'à ou sous 48,0 Hz. Activation du plan de délestage automatique (automatic load shedding).
- 12:33:21 — Coupure de la ligne AC[note 8] France-Espagne. Cette coupure est provoquée par des systèmes de protection contre la désynchronisation[17].
- 12:33:24 — Effondrement complet du réseau, coupure de la ligne HVDC[note 9] France-Espagne.

#### Redémarrage
- 12:44 — Première ligne Espagne-France 400 kV AC remise sous tension.
- 13:04 — Interconnexion Maroc-Espagne remise sous tension.
- ??–13:30 — Lancement des procédures de démarrage autonome (black start) des centrales hydroélectriques capables de démarrage autonome.
- 13:35 — Ligne AC France-Espagne remise sous tension sur la côte orientale.
- 16:11 — Démarrage de la première centrale électrique portugaise capable de démarrage autonome.
- 17:26 — Démarrage de la seconde centrale électrique portugaise capable de démarrage autonome.
- 18:36 — Ligne Espagne-Portugal 220 kV remise sous tension.
- 21:35 — Ligne Espagne-Portugal 400 kV (sud) remise sous tension.
- 00:22 — Réseau complètement rétabli au Portugal.
- 04:00 — Réseau complètement rétabli en Espagne.

## Terminologie
En France, l'entreprise RTE, filiale d'EDF et gestionnaire du réseau public de transport d'électricité en haute tension, fait la distinction entre une coupure de courant (délestage électrique intentionnel) et un blackout (panne de courant généralisée et involontaire) : une coupure par le gestionnaire de réseau est ciblée et maîtrisée tandis qu'une situation de blackout, plus rare, se propage de façon incontrôlée sur le réseau et affecte une grande partie du territoire.
La chronologie officielle utilise le terme blackout pour l'Espagne, mais un autre mot pour la France.

## Conséquences instantanées
Des millions de personnes sont prises au dépourvu, notamment les voyageurs : les aéroports doivent fermer en urgence, le trafic ferroviaire s'interrompt brutalement, les lignes de métro des grandes villes doivent être évacuées dans la confusion et les feux de circulation routiers cessent de fonctionner.
Les antennes relais très modernes sont dépourvues de générateur de secours. Les utilisateurs d'Internet se trouvent déconnectés et certains sont incapables de rentrer chez eux faute d'accès à Google Maps.

### Espagne

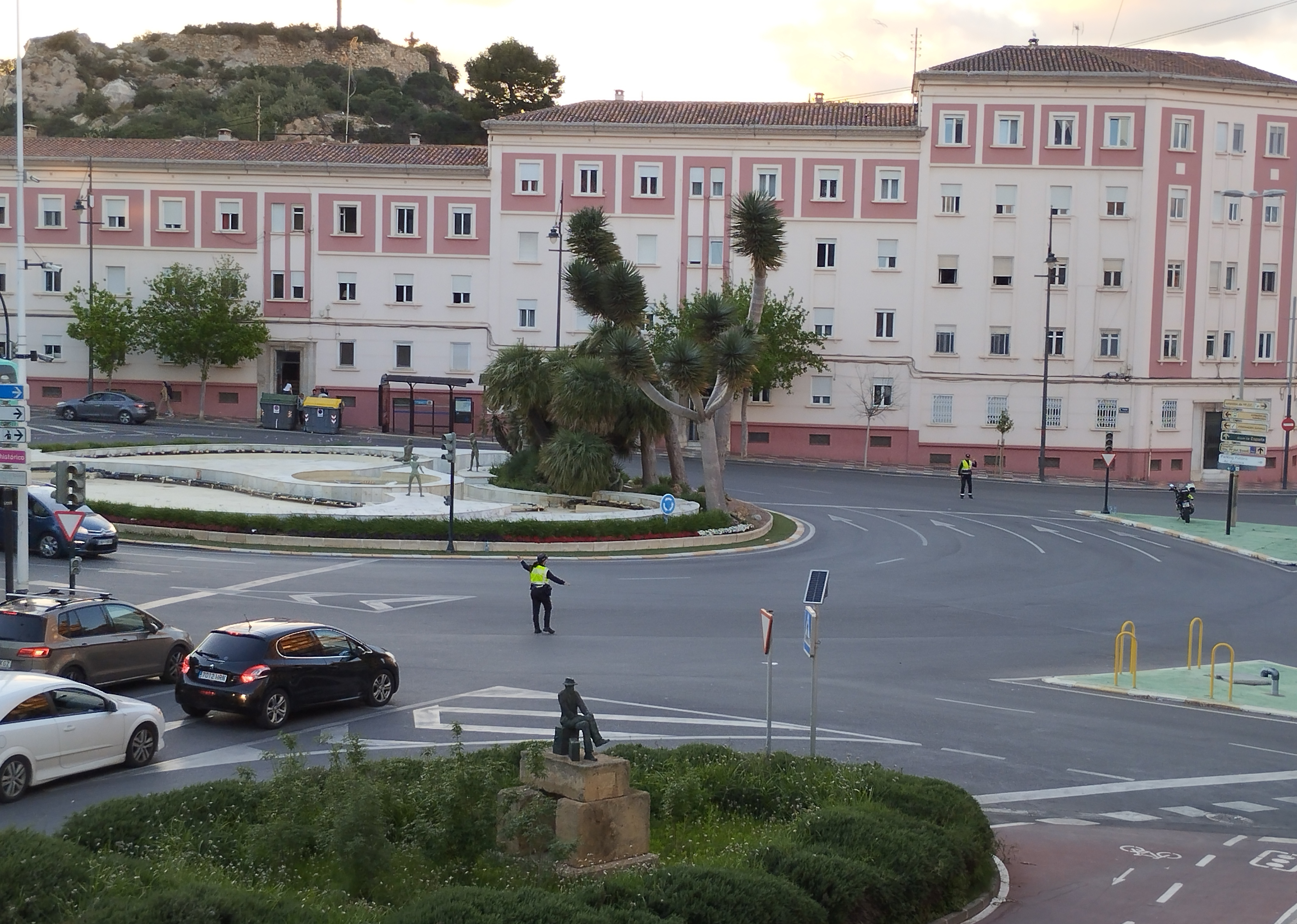
Des policiers municipaux gèrent la circulation à Carthagène, région de Murcie, Sud-Est de l'Espagne.

La compagnie ferroviaire espagnole Renfe a déclaré que « l'ensemble du réseau électrique national a été coupé » à 12 h 30,. L'aéroport international Barajas de Madrid s'est retrouvé sans électricité.
L'Espagne a été découplée du réseau européen de 12 h 38 à 13 h 30.
La panne a eu des répercussions sur la téléphonie mobile, la fibre optique et, dans certaines régions comme la Catalogne, sur l'approvisionnement en eau.
Les autorités espagnoles ont indiqué que les centrales nucléaires du pays ont été automatiquement déconnectées du réseau en raison des problèmes survenant sur ce dernier.
Dans la soirée, le ministère de l'Intérieur déclare une « situation d'urgence d'intérêt national » conformément à la loi sur la sécurité civile, à la demande de huit communautés autonomes : la communauté de Madrid, l'Andalousie, l'Estrémadure, la région de Murcie, La Rioja, la Galice, la Castille-La Manche et la Communauté valencienne. L'État y assume donc la gestion des opérations d'urgence.
La ville de Madrid a activé son plan d'urgence PEMAM (Plan Territorial de Emergencia Municipal del Ayuntamiento de Madrid). Le Parlement espagnol s'est également retrouvé sans électricité. Le tournoi de tennis Mutua Madrid Open 2025 a été suspendu.
L'incident cause sept morts dont six en Galice. Parmi eux, trois membres d'une même famille sont morts à la suite d'une intoxication au monoxyde de carbone qui aurait été causée par un générateur électrique défectueux dans une maison à Taboadela.

### Portugal

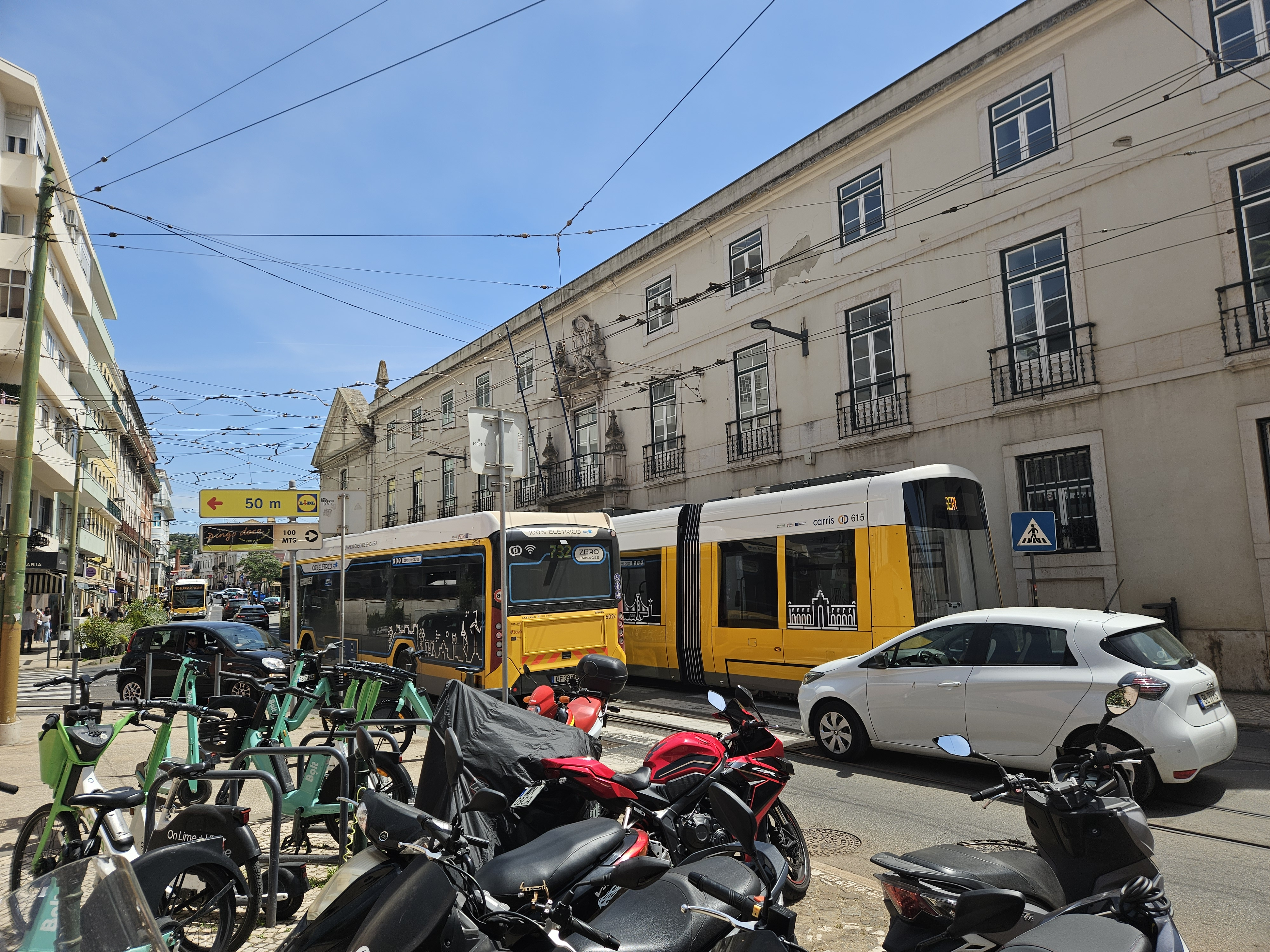
Véhicules esquivant un tramway en panne d'électricité arrêté sur la chaussée d'une rue de Lisbonne, faute d'alimentation électrique au Portugal.

Au Portugal, la panne d'électricité a paralysé le métro de Lisbonne, les trains et les feux de circulation. Les réseaux mobiles connaissent également de graves limitations, notamment pour les appels vocaux. Les hôpitaux ont recours à des générateurs de secours pour continuer de fonctionner.
La panne a entraîné une forte chute du trafic internet. Selon les données de Cloudflare, le trafic a instantanément diminué de moitié par rapport à la semaine précédant l’incident. Une chute de 90 % a été constatée dans les cinq heures suivant le début de la panne. Les trains de banlieue de Fertagus se sont arrêtés dans les gares et des policiers supplémentaires ont été déployés pour faire face aux problèmes de circulation causés par l'absence de feux de circulation fonctionnels. L'aéroport de Lisbonne a fonctionné partiellement avant de fermer ses portes vers 13 h. Les aéroports de Porto et de Faro ont utilisé des générateurs afin de rester ouverts.
Le cabinet du Premier ministre Luís Montenegro a organisé une réunion d'urgence.
Les îles de Madère et des Açores n'ont pas été touchées, n'étant pas reliées au réseau électrique continental.
Le réseau électrique portugais, REN, a affirmé que le réseau était « parfaitement stabilisé » après cette panne.

### Andorre
Le fournisseur d'électricité Forces Elèctriques d'Andorra (ca) a déclaré que la panne de courant en Espagne a affecté une partie de la principauté pendant quelques secondes. Un système de récupération automatique a connecté le réseau électrique andorran au réseau français. L'opérateur Andorra Telecom a signalé une panne similaire des connexions Internet.

### France
Le même jour, au Pays basque français dans les Pyrénées-Atlantiques, une brève panne d'électricité a affecté environ 6 800 clients pendant 10 à 20 minutes, en raison de la coupure massive en Espagne et au Portugal. Le gestionnaire du réseau, RTE, a rapidement rétabli l'alimentation grâce à des mesures de sécurité automatiques, notamment la déconnexion temporaire du réseau ibérique pour éviter une propagation. Aucun délestage n'a été nécessaire, contrairement à des scénarios de tension envisagés par RTE en cas de forte demande, comme lors de vagues de froid.
Une partie des Landes a également été touchée par des coupures d'électricité localisées à 12 h 35, mais aucun lien n'a pu être établi avec la panne de courant de la péninsule Ibérique.
La tranche nucléaire no 1 de la centrale de Golfech (dans le Tarn et Garonne, en Occitanie) a été affectée, à partir de 12 h 33. Selon EDF, « une forte variation de la fréquence du réseau électrique externe a perturbé le fonctionnement normal de l’unité de production no 1. En réponse, et conformément aux dispositifs de sûreté et de protection du réacteur, celui-ci s'est mis en arrêt automatique. Cet événement n’a eu aucun impact réel sur la sécurité du personnel et la sûreté des installations. » L'unité de production ne fut reconnectée au réseau que le lendemain à 16 h 15.
En France, la panne dure moins de 20 minutes, ce qui permet au réseau européen et à la France d'alimenter l'Espagne dès 13 heures, par des exportations de 2 000 MW vers 18 h.

### Maroc
Le ministre du Transport et de la Logistique du Maroc, Abdessamad Kayouh, a confirmé que la panne a provoqué l'annulation d'une quarantaine de vols aériens et des perturbations dans la livraison des bagages. Des fournisseurs d'accès à Internet comme Orange ont indiqué avoir rencontré des problèmes. Leurs centres d'assistance expliquent que ces problèmes sont liés aux pannes de courant en Espagne et au Portugal.

### Autres pays

Fréquence électrique mesurée sur le réseau en Allemagne chutant de 150 mHz à la suite du blackout

Au Royaume-Uni, aux Pays-Bas, en Italie, en Allemagne et en Belgique, certaines informations mentionnent des coupures électriques brèves mais concomitantes avec le blackout de la péninsule ibérique,,.
La déconnexion des réseaux européens et ibériques a produit une baisse de fréquence du courant alternatif d'environ 150 millihertz (0,3 %) sur le réseau électrique européen avant son réajustement (voir l'illustration).

## Reprise
Lors de la phase de reprise, l'interconnexion électrique France-Espagne permet de fournir une puissance électrique d'environ 1,5 gigawatt.
À 13 h 30, la ligne électrique 400 kV entre la Catalogne française et espagnole est remise en service.
Bien que perturbé par la panne, le Maroc apporte une aide importante en fournissant un appoint d'électricité à l'Espagne grâce aux deux câbles sous-marins traversant le détroit de Gibraltar qui relient ces deux pays voisins au sud de l'Europe[source insuffisante].
Le réseau électrique est remis en service progressivement en 12 à 18 heures sur 99 % du territoire.

### Chronologie de la reprise
Une chronologie sommaire de la reprise a été publiée par l'ENTSO-E, en suivant l'heure d'été d'Europe centrale utilisée en Espagne et en France métropolitaine:
- 12:44 — Première ligne Espagne-France 400 kV AC remise sous tension.
- 13:04 — Interconnexion Maroc-Espagne remise sous tension.
- ??-13:30 — lancement des procédures de démarrage autonome (black start) des centrales hydroélectriques capables de démarrage autonome.
- 13:35 — Ligne AC France-Espagne remise sous tension sur la côte orientale.
- 16:11 — Démarrage de la première centrale électrique portugaise capable de démarrage autonome.
- 17:26 — Démarrage de la seconde centrale électrique portugaise capable de démarrage autonome.
- 18:36 — Ligne Espagne-Portugal 220 kV remise sous tension.
- 21:35 — Ligne Espagne-Portugal 400 kV (sud) remise sous tension.
- 00:22 — Réseau complètement rétabli au Portugal.
- 04:00 — Réseau complètement rétabli en Espagne.

## Recherche des causes
Sources de production de l'électricité en Espagne péninsulaire vers 12 h 30 lors de la panne de courant ibérique du 28 avril 2025.
- Solaire photovoltaïque (54,86 %)
- Éolien (10,87 %)
- Hydraulique (9,86 %)
- Nucléaire (10,52 %)
- Cycle combiné (3,05 %)
- Solaire thermique (4,65 %)
- Thermique renouvelable (1,17 %)
- Cogénération et déchets (4,21 %)
- Charbon (0,71 %)
- Pompage-turbinage (0,09 %)

Le fournisseur d'électricité portugais E-Redes déclare que la panne provient de l'étranger, probablement en raison de défauts dans les lignes à haute tension du réseau électrique européen.
Le président du gouvernement espagnol, Pedro Sánchez, indique que la panne de courant est due à la perte subite de 15 GW de production électrique en quelques secondes. La ministre de la Transition écologique, Sara Aagesen, confirme le 14 mai 2025 les conclusions de l'ENTSO-E selon lesquelles l'origine de la panne se trouverait dans « trois pertes successives de production dans les sous-stations de Grenade, Badajoz et Séville en l'espace de 20 secondes, ce qui a provoqué « la déconnexion automatique » de la péninsule du reste du réseau européen ».

### Hypothèses écartées
Un incendie signalé dans l'extrémité sud de la France entre Perpignan et Narbonne aurait endommagé une ligne électrique à haute tension. Cet incident a également été identifié par la compagnie nationale d'électricité portugaise REN comme une cause possible. La société Réseau de transport d'électricité (RTE), chargée de l'entretien de cette ligne électrique, a pour sa part démenti qu'un incendie dans cette zone soit à l'origine de l'incident.
L'agence espagnole de cybersécurité INCIBE (es) enquête sur la possibilité que l'incident ait été causé par une cyberattaque,. Le lendemain de la panne, les autorités espagnoles et portugaises annoncent que la piste d'une cyberattaque est écartée,. La justice espagnole a néanmoins ouvert une enquête concernant une éventuelle attaque informatique.
Des membres de REN déclarent à la BBC l'implication possible d'un phénomène rare appelé « vibration induite de l'atmosphère », qui aurait provoqué des oscillations anormales dans les lignes à haute tension du réseau énergétique espagnol, entraînant des défaillances de synchronisation entre les systèmes électriques. REN a ensuite réfuté ces affirmations dans les médias portugais.
Une autre hypothèse est une brusque inadéquation entre l'offre et la demande d'électricité, entraînée par une surproduction momentanée d'énergies renouvelables, que le réseau aurait été incapable d'absorber ou d'exporter,. L'électricité se stockant très marginalement, la production doit en permanence coïncider avec la consommation. Le réseau électrique se serait alors retrouvé dans l'incapacité d'absorber ce surcroît de production d'électricité, en le consommant, l'exportant ou en réduisant d'autant et à temps ses autres moyens de production. L'hypothèse de cette simple cause est toutefois écartée puisque, selon la ministre espagnole de la Transition écologique, « il y a eu bien d'autres jours avec plus de production solaire en Espagne, et bien moins de demande, et (que) le système a très bien fonctionné ». La présidente de Redeia a également démenti l'implication des énergies renouvelables dans la panne.

### Causes plausibles
| - <1 watt - 1—10 watts - 10—50 watts - 50—100 watts - 100—200 watts | - 200—350 watts - 350—500 watts - 500—750 watts - >750 watts |

Énergie solaire en Espagne : Carte de la puissance photovoltaïque installée par habitant dans les communautés autonomes d'Espagne (données : EPIA)

Avant les investigations officielles, certains experts considèrent qu'une panne de courant électrique d'une telle échelle requiert une confluence de facteurs plutôt qu'une cause unique. Les réseaux électriques européens modernes sont équipés de couches de protection et de redondance pour qu'une seule défaillance, seule, ne suffise pas à une panne systémique,,.
Parmi les signalements candidats se trouvent la déconnexion d'une centrale solaire en Estrémadure, qui cesse soudainement de produire de l'électricité, un problème de coordination des systèmes de sécurité « coupe-feu » (d'isolement de réseaux pour éviter une propagation de l'incident) de Red Eléctrica de España, qui n'auraient pas fonctionné suffisamment bien et n'ont pu contenir la panne, et la coupure de l’interconnexion avec la France pour éviter que le problème n'affecte d'autres pays européens. La localisation au Sud-Ouest de la péninsule laisse supposer une perte de production solaire, selon Eduardo Prieto, directeur des services opérationnels de Red Eléctrica de España,. L'Unión Española Fotovoltaica (es) (UNEF), organisation espagnole des acteurs du photovoltaïque, indique que ses centrales ont pu être déconnectées par des systèmes automatiques assurant des fonctions de sécurité d'urgence. Avant l'incident, les centrales solaires fonctionnaient pour produire la quantité d'électricité planifiée la veille. Un effet domino a pu conduire beaucoup d'autres centrales de production électrique à se déconnecter automatiquement, en raison du déséquilibre de la fréquence électrique. Ce délestage de charge brutal a pu conduire à une perte de puissance électrique de plusieurs gigawatts. Le jour de la panne, l'énergie solaire produisait quasiment 60 % de l'électricité espagnole.
Certains services de REE ont suggéré que la coupure de la connexion avec la France a aggravé le déséquilibre, accélérant la chute finale,.

### Oscillation de tension
L'oscillation de la tension est une autre hypothèse évoquée. Elle fait intervenir la puissance réactive. Dans cette hypothèse, la tension locale, qui doit rester dans une plage de valeur autorisée, aurait oscillé et serait sortie de cette plage de valeur, déclenchant des mécanismes de protection.

### Causes profondes
Au moment de la panne, les énergies solaire et éolienne représentaient ensemble la grande majorité de la production en Espagne. En revanche, les centrales au gaz fonctionnaient à leur capacité minimale (moins de 3 %) et le nucléaire ne fournissait qu'un peu plus de 11 %.
Selon J. Guillermo Sánchez León, de l'université de Salamanque, les données disponibles indiquent un problème de synchronisation du réseau. Sur un réseau en courant alternatif, toutes les sources alimentant le réseau doivent être synchronisées à la même fréquence : 50 Hz. Cette synchronisation nécessite des sources de base stables, habituellement fournies par les centrales nucléaires, au gaz naturel et hydroélectriques. Le solaire photovoltaïque ne dispose pas de cette capacité à stabiliser la fréquence ; il produit du courant continu, converti en courant alternatif, mais sans capacité à réagir automatiquement à des variations de fréquence. Or, à 12 h 33, peu de sources stables de base étaient présentes sur le réseau parce que le prix de gros était négatif à cause de la forte proportion de solaire et éolien, et de plus les rares centrales nucléaires en fonctionnement se sont arrêtées automatiquement quand elles ont détecté la saute de fréquence sur le réseau ; les centrales hydroélectriques étaient à la limite de leur capacité de régulation et aucune centrale à gaz n'avait été prévenue de se rendre disponible.
D'une manière générale, les experts estiment que la panne d'électricité espagnole met en évidence les problèmes de stabilité du réseau électrique. Selon Rutger Schlatmann, directeur de l'énergie solaire au Helmholtz Zentrum, un centre de recherche sur l'énergie à Berlin, « Le problème principal est que le système ne s'est pas encore suffisamment adapté à l'échelle du réseau à l'évolution massive vers ces énergies renouvelables. » Les centrales nucléaires, à charbon et à gaz sont équipées d'énormes générateurs en acier qui fournissent une masse rotative importante – souvent appelée inertie – capable de maintenir la stabilité en cas de fluctuations du réseau. Selon l'Agence internationale de l'énergie, les investissements dans les réseaux électriques mondiaux doivent doubler d'ici 2030 pour atteindre plus de 600 milliards de dollars (532 milliards d'euros) par an. Pour Jordi Sevilla, ancien président de l'opérateur de réseau national Red Electrica, il est clair que le réseau électrique national avait besoin de financements pour s'adapter à la réalité du nouveau mix de production. Dès le mois de juin 2025, le gouvernement espagnol adopte une série de mesures destinées à éviter une nouvelle panne électrique de grande ampleur dans le pays, comprenant notamment des incitations pour développer le stockage sur ces sites de production d'énergies renouvelables, entre autres par l'implantation de batteries.

### Investigations
Plusieurs investigations ont été lancées.
Une enquête technique est lancée par l'association européenne des gestionnaires de réseaux (ENTSO-E).
L'autorité espagnole de la concurrence — a Comisión Nacional de los Mercados y la Competencia (CNMC) — s'est également investie du sujet. Elle constate que la production était habituelle, et que l'Espagne exportait sur trois de ses frontières : France, Maroc et Portugal. Si la situation a été bien gérée, elle cherchera à déterminer si des incidents peuvent être corrigés.

#### Enquête technique
Des investigations techniques vont être menées par l'association européenne des gestionnaires de réseaux (ENTSO-E).
Un comité d'experts est nommé au début de l'enquête technique : il est composé de représentants des différentes organisations membres de l'association. Les investigations sont organisées en deux temps : la première phase vise à documenter l'incident dans un rapport et à établir sa causalité, qui sera diffusé à la Commission européenne puis rendu public ; la deuxième phase vise à émettre des recommandations.

#### Rapport gouvernemental de mi-juin 2025
Mi-juin 2025, la ministre de la Transition écologique, Sara Aagesen, présente un rapport sur les causes de cette panne. Elle impute la responsabilité de cette panne à l'opérateur du réseau national et aux entreprises privées de production d'électricité. Elle affirme que le gestionnaire de réseau semi-public, Red Eléctrica de España (REE), avait mal calculé les besoins en capacité électrique pour la journée, expliquant que le système « ne disposait pas d'une capacité de tension dynamique suffisante ». Aagesen impute également la responsabilité aux producteurs privés de ne pas avoir régulé la tension du réseau peu avant la panne. Selon elle, « les producteurs d'électricité, censés contrôler la tension et qui, de plus, étaient rémunérés pour cela, n'ont pas absorbé toute la tension qu'ils étaient censés absorber lorsque la tension était élevée,,. » Ainsi, le réseau ne pouvait absorber toute la puissance réactive. Le rapport d'enquête révèle que REE avait demandé à dix centrales thermiques d'être prêtes à entrer en jeu à tout moment, pour amortir les variations de tension, selon les procédures habituelles, mais que l'une d'elles s'est déclarée indisponible et que REE n'a pas jugé utile d'en mobiliser une autre, considérant que le système pourrait fonctionner avec seulement neuf centrales en back-up. Selon la ministre, ces neuf centrales thermiques de cycle combiné « n'ont pas absorbé toute l'énergie réactive comme elles auraient dû le faire dans un contexte de hautes tensions ». Le document est encore partiel et anonymisé sur certains points à la demande de certains acteurs du secteur.
Le nouveau rapport sur la panne soulève également des questions quant au rôle de Beatriz Corredor, présidente de Red Eléctrica et ancienne ministre socialiste, qui avait auparavant insisté sur le fait que le régulateur du réseau n'était pas en faute.
Cette panne suscite également un débat concernant le plan de démantèlement des réacteurs nucléaires espagnols d'ici 2035 soutenu notamment par le président du gouvernement Pedro Sánchez, les centrales nucléaires espagnoles étant un élément important pour garantir la stabilité du système électrique. Avant la panne, trois des sept réacteurs nucléaires étaient à l'arrêt, dont deux ont été fermés en raison d'un excédent de sources d'énergie renouvelables, ce qui a entraîné une baisse des prix de l'électricité telle que leur exploitation est devenue économiquement non rentable.
Le 13 juin 2025, Endesa et Iberdrola, les deux principales entreprises espagnoles actives dans les secteurs de l’électricité, demandent au Gouvernement de revoir à la fois le calendrier de fermeture des centrales nucléaires, programmée entre 2027 et 2035, et la fiscalité qui pèse sur le secteur. Les centrales nucléaires fournissent près de 20 % de l'électricité consommée dans le pays et présentent les avantages d'une production stable et décarbonée. La fiscalité a augmenté de 70 % pour le parc nucléaire depuis six ans, ce qui met en péril sa rentabilité : les taxes et impôts représentent 40 % des coûts, du fait en particulier de la hausse de 30 % en 2024 de la « taxe Enresa » destinée à provisionner la gestion des déchets radioactifs et du démantèlement des sites.

### Guerre des audits et premières mesures correctives
Le journal espagnol ElDiario.es révèle le 29 juin 2025 que les oscillations de fréquence atypiques et le décrochage qui ont provoqué la chute de l'ensemble du système électrique espagnol se sont produits au départ à la centrale Nuñez de Balboa, un grand parc photovoltaïque (500 MWc) d'Iberdrola dans la province de Badajoz, qui était la plus grande installation solaire en Europe lors de son inauguration, en avril 2020. Des audits contradictoires sont publiés par le gestionnaire du réseau (REE) et les grandes compagnies électriques, ces dernières accusant REE de ne pas avoir appelé ce jour-là suffisamment de centrales pilotables (nucléaires ou cycles combinés) pour absorber les fortes variations de tension produites par les renouvelables. REE affirme que les capacités prévues étaient suffisantes, mais que celles qui ont été mobilisées n'ont pas respecté leurs obligations et que certains sites ont décroché du réseau sans avertir au préalable. La ministre de la Transition écologique, Sara Aagesen, a présenté un décret pour faciliter une remise en ordre du système, en donnant plus de pouvoir à la commission de la concurrence et au gestionnaire du réseau, afin de renforcer les mécanismes de réponse aux irrégularités de tension.

## Rumeurs et fausses informations
La panne d'électricité entraîne rapidement la diffusion de rumeurs et fausses informations sur Internet, sur des réseaux sociaux divers et dans certains journaux ou médias télévisés. Plusieurs messages sur les réseaux sociaux attribuent par exemple la panne à une cyberattaque de la part de la Russie, du Maroc ou de la Corée du Nord. D'autres suggèrent une attaque terroriste. Des médias comme le quotidien conservateur britannique The Daily Telegraph accusent « le zéro émission » — les énergies renouvelables — d’être à l’origine du chaos des pannes d’électricité bien que cette piste soit rapidement écartée, tandis que la chaîne d’information française France Info, sur une séquence diffusée le lundi à 23 h, invite un essayiste auteur d’un livre antiéoliennes, qui attribue le blackout aux énergies renouvelables, présentées comme « très dangereuses pour la sécurité électrique de la France » sans contradiction.